# Espèce de bonobo
 (janvier 2018).
Albums de Richard Gotainer
Gotainer l'intégrale
(2006) Comme à la maison
(2010)
Espèce de bonobo est un album du chanteur et humoriste français Richard Gotainer. Sorti en 2008, cet opus marque le retour de l'artiste, onze ans après le précédent album studio, Tendance banane.
Du 18 décembre 2008 au 4 janvier 2009, Gotainer se produit à Paris sur la scène de l'Alhambra pour un spectacle intitulé Happy new Show dans lequel il mêle ses succès d'antan (Chipie, Le Primitif, Le Sampa) aux chansons de ce nouvel album.
Espèce de bonobo est présenté sous forme d'un livre-disque de 25 pages en couleur avec les textes des quatorze chansons qui le composent et des photos. Le CD est imprimé « façon vinyle ».
L'album est enregistré dans le village de Monchy-Saint-Éloi.

## Liste des titres
Toutes les paroles sont écrites par Richard Gotainer, toute la musique est composée par Michaël Lapie, sauf annotations.
| 1.    | Bonobo                                                                 | 3:56 |
| 2.    | Le Mal des soupirs                                                     | 3:55 |
| 3.    | Espèce de fiancée                                                      | 3:57 |
| 4.    | Quéquette blues                                                        | 3:08 |
| 5.    | L'Image de toi                                                         | 3:27 |
| 6.    | J'éponge, donc j'essuie                                                | 1:14 |
| 7.    | Bagatelle time                                                         | 3:46 |
| 8.    | Le Bandit de vos nuits                                                 | 3:52 |
| 9.    | Les Nazes                                                              | 3:36 |
| 10.   | Le Blues des rimes en "ouze" (Paroles : Richard Gotainer, Éric Kristy) | 3:20 |
| 11.   | Belle des champs : le retour (Musique : Christian Lachèze)             | 3:02 |
| 12.   | Lunatique                                                              | 3:51 |
| 13.   | La Faute aux filles                                                    | 4:05 |
| 14.   | Le Rock n' roll de l'existence                                         | 3:54 |
| 49:03 |                                                                        |      |